# Gomphus oklahomensis
Gomphus oklahomensis là loài chuồn chuồn trong họ Gomphidae. Loài này được Pritchard mô tả khoa học đầu tiên năm 1935.